# Jaroslav Durych

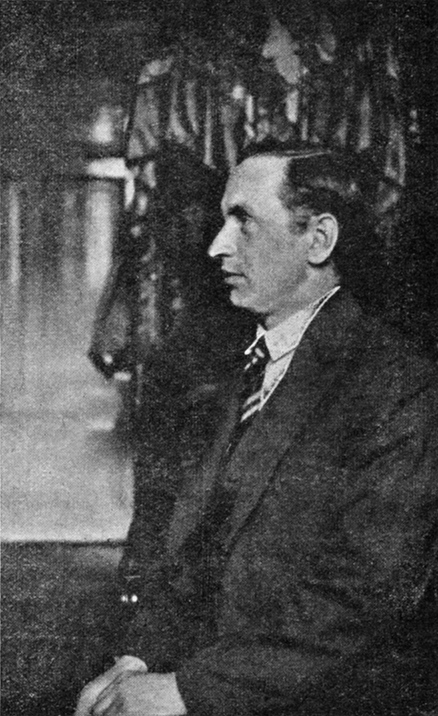
Jaroslav Durych

Escritor checo, nacido en Hradec Králové (en alemán Könniggrätz) en el año 1886, y muerto en Praga en el año 1962. Es un autor muy discutido por su condición de místico católico. Se le debe una trilogía histórica, "Vagabundeos" (1929), consagrada a Wallenstein. Otras de sus obras son "En las montañas" (1919), "Réquiem" (1930), "Carnaval" (1938), así como relatos cortos, entre los que destacan "Tres céntimos" (1919), "Margarita" (1925), "Canto de la rosa" (1934). También contribuyó al mundo literario a través de diversos cuadernos de viaje como "A paso de lobo a través de Alemania" (1920), "Peregrinaje por España" (1929), "Viaje romano" (1933), y "Vagabundeos a través de la patria" (1937).
- Datos: Q164957
- Multimedia: Jaroslav Durych / Q164957